# Iris Murdochová
Dame Jean Iris Murdochová (15. července 1919, Dublin – 8. února 1999) byla britská prozaička a filozofka irského původu. Napsala 26 románů, jsou většinou fantaskní povahy a s filozofickým podtextem. Typické jsou časté odkazy na díla Tolstého a Dostojevského a další ruské realisty. Za román Moře, moře (1978) získala Bookerovu cenu a ještě pětkrát se ocitla v její nejužší nominaci.

## Život
Narodila se ve středostavovské rodině irských protestantů, kteří odešli do Británie, když byla ještě dítě. Vystudovala na Oxfordské univerzitě, na Somervilleově koleji (Somerville College). V letech 1942 až 1944 pracovala na britském ministerstvu financí a poté dva roky jako úřednice OSN. Od roku 1948 v Oxfordu učila, na koleji sv. Anny. Její první publikovaná práce z roku 1953 byla věnována Jean-Paul Sartrovi. Její filozofické dílo popsala Stanfordská encyklopedie filozofie slovy: "Neobvykle propojila své wittgensteinovské a analyticko-filozofické základy s kontinentální filozofii 19. a 20. století, křesťanstvím i s filozofií hinduistickou a buddhistickou. Vyvinula jedinečnou formu platónského morálního realismu, nesrovnatelnou s žádným z dominantních přístupů k etice v anglo-americké filozofii 20. století." První román vydala roku 1954.
Závěr jejího života byl poznamenán Alzheimerovou chorobou. Především jejím boji s touto nemocí byl natočen životopisný film Iris (2001). Vycházel zejména ze vzpomínkové knihy jejího manžela, rovněž spisovatele Johna Bayleyho, jež vyšla roku 1999 pod názvem Elegy for Iris. Spisovatelku ve stáří na plátně ztvárnila Judi Denchová, v mládí Kate Winsletová. Obě byly za svůj výkon nominovány na Oscara.